# Sanctissima Eucharistia (Teltow)

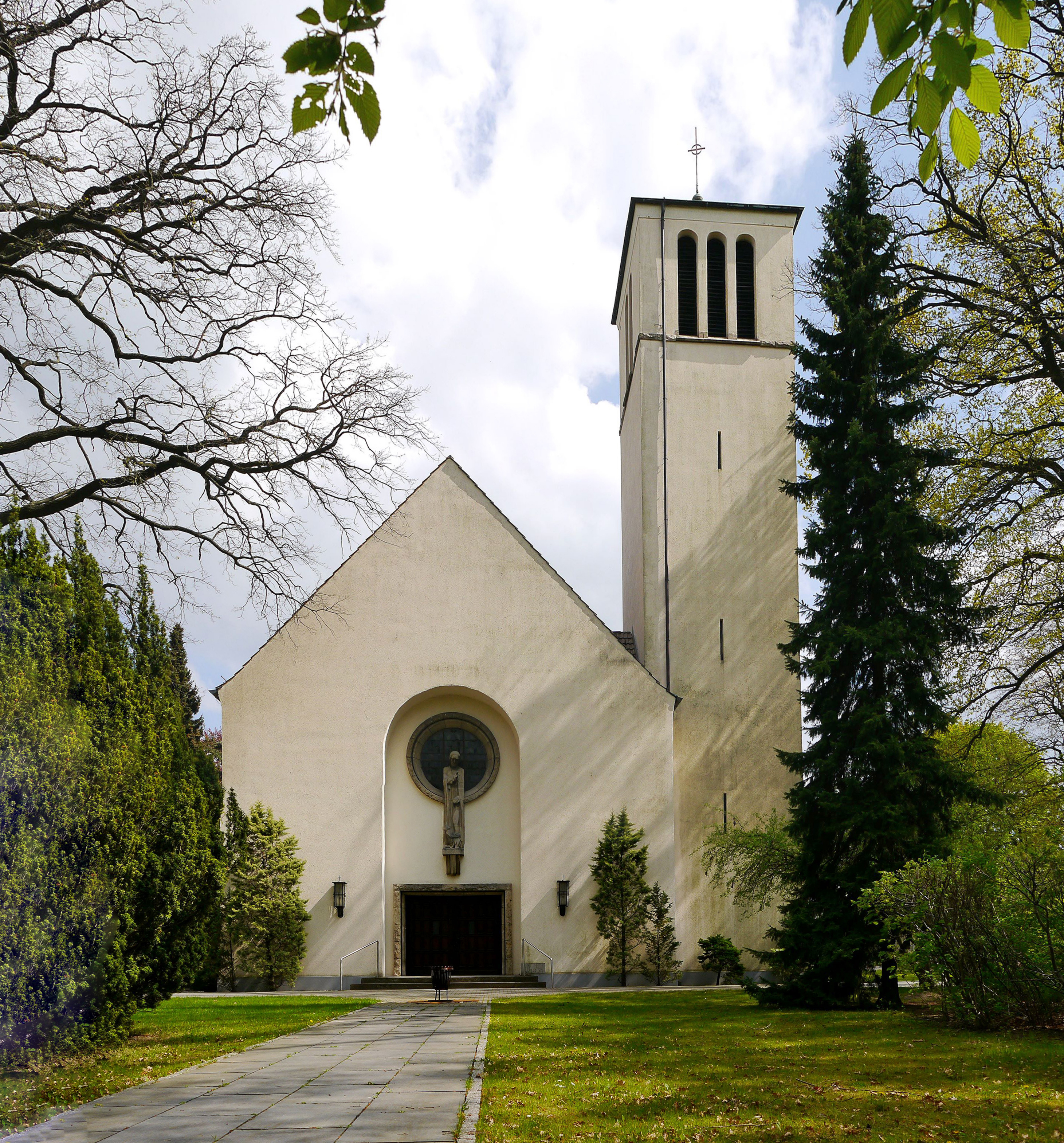
Sanctissima Eucharistia (Teltow)

Die römisch-katholische, denkmalgeschützte Pfarrkirche Sanctissima Eucharistia steht in Teltow, einer Stadt im Landkreis Potsdam-Mittelmark von Brandenburg.

## Geschichte
1916 wurde das Grundstück an der Ruhlsdorfer Straße für die Kirche erworben, und nach dem Ersten Weltkrieg dort zunächst eine ehemalige Baracke aus Beständen des Militärs aufgestellt. Am 3. Oktober 1920 wurde in der Baracke die erste Heilige Messe gefeiert, bis 1957 wurde die Baracke noch für Gottesdienste genutzt. 1927/28 folgte der Bau des Pfarrhauses, am 1. Januar 1938 wurde die Kuratie Teltow errichtet.
Im Februar 1952 begann der Bau der heutigen Kirche. Am 14. November 1954 legte Generalvikar Georg Puchowski den Grundstein, und am 28. August 1955 wurde das Richtfest gefeiert. Im Juli 1956 folgte die Weihe der drei Glocken, die aus einer Glockengießerei in Apolda kamen. Die Kirchweihe vollzog Julius Döpfner, der Bischof des Bistums Berlin, zu dem die Kirche gehört, am 1./2. Juni 1957. Am 1. April 1959 wurde Teltow eine selbstständige Pfarrei.
Im Herbst 2008 wurde die Kirche unter Denkmalschutz gestellt.
Seit Ende der 2010er Jahre gehören die Pfarreien Sankt Nikolaus in Blankenfelde, Sankt Joseph in Luckenwalde, Sanctissima Eucharistia in Teltow und Mariä Unbefleckte Empfängnis in Zossen zum Pastoralen Raum Blankenfelde-Luckenwalde-Teltow-Zossen des Erzbistums Berlin. Sie sollen mit zusammen gut 10000 Gläubigen auf einer Fläche von gut 1500 Quadratkilometern eine neue Großpfarrei bilden.

## Beschreibung
Die geostete Saalkirche steht auf dem Grundstück Ruhlsdorfer Straße 28, sie wurde nach einem Entwurf von Johannes Reuter gebaut. In ihrem Baustil knüpft sie an die Vorkriegszeit an. Sie besteht aus einem Langhaus, einem eingezogenen Chor im Osten, an dem eine kleine fensterlose Apsis angebaut ist, und einem 28 Meter hohen Kirchturm im Süden der Fassade im Westen, deren Portal sich in einer rundbogigen Blende befindet, in dem eine kunststeinerne Statue des brotsegnenden Christus von Rudolf Brückner-Fuhlrott steht. Der Innenraum des Langhauses ist mit einer hölzernen Kassettendecke überspannt.
Die Orgel wurde 1969 von den Gebrüdern Otto & Rudolf Jehmlich gebaut. Am 14. Mai 1969 erfolgte ihre Einweihung durch Weihbischof Heinrich Theissing. Das Instrument hat 21 Register auf zwei Manualwerken.